# Akiko Kijimuta
Akiko Kijimuta (jap. 雉子牟田明子 Kijimuta Akiko) (ur. 1 maja 1968 w Ebina, Kanagawa) – tenisistka japońska, reprezentantka w Pucharze Federacji.
Grająca oburęcznie forhend i bekhend Japonka była obecna w szerokiej światowej czołówce na przełomie lat 80. i 90. Nie udało się wygrać żadnego turnieju w cyklu WTA Tour, ale dzięki wielu wartościowym wynikom była klasyfikowana jako 49. rakieta świata w rankingu singlowym (w marcu 1990). Nieco niższe miejsca zajmowała w rankingu deblowym (nr 93 w sierpniu 1991). Jeden raz była w IV rundzie (1/8 finału) turnieju wielkoszlemowego (French Open 1992), pięciokrotnie w III rundzie. Z innych wyników turniejowych można wymienić finały w Singapurze (1989, pokonała w ćwierćfinale Polkę Iwonę Kuczyńską) i Brisbane (1991, pokonała m.in. Pam Shriver, Barbarę Paulus, Łarysę Sawczenko-Neiland), półfinał w Tokio (Pan Pacific, 1990, pokonała m.in. Lori McNeil), ćwierćfinał w Eastbourne na kortach trawiastych (1989, pokonała m.in. Claudię Kohde-Kilsch).
1/16 finału w imprezach wielkoszlemowych osiągała kolejno w Australian Open (pokonała m.in. rozstawioną z nr 13 Terry Phelps) i US Open (pokonała rozstawioną z nr 15 Barbarę Potter) w 1987, Australian Open i Wimbledonie w 1988, French Open w 1989 (wyeliminowała turniejową „piątkę”, Helenę Sukovą). Największy rozgłos przyniósł jej występ w Paryżu w 1992, kiedy po trzech ciężkich meczach (z Elną Reinach z RPA 7:6, 4:6, 9:7, Cristiną Tossi z Argentyny 7:6, 3:6, 8:6 i Brytyjką Jo Durie 6:7, 6:4, 6:4) zmierzyła się z liderką kobiecego tenisa, Monicą Seles. Kijimuta, będąca wówczas już raczej u schyłku kariery (nr 150 WTA), wyciągnęła wnioski z dotkliwej porażki z Seles w I rundzie Australian Open kilka miesięcy wcześniej i tym razem postawiła serbskiej mistrzyni zdecydowany opór. Po dramatycznym, przerywanym opadami deszczu pojedynku Seles wygrała 6:1, 3:6, 6:4, ale w decydującym secie przegrywała już 1:4 (wygrała później cały turniej, w finale z Graf). Warto dodać, że w 1988 w III rundzie Australian Open Japonka urwała także seta Martnie Navrátilovej.
Występ we French Open w 1992 był ostatnim znaczącym startem Akiko Kijimuty. Już niespełna miesiąc później na Wimbledonie nie przebrnęła turnieju eliminacyjnego. W 1993 tylko trzy razy zdołała awansować do turniejów głównych, za każdym razem odpadając w I rundzie. Przeszła m.in. eliminacje w Sopocie, gdzie pokonała w pierwszym meczu przyszłą mistrzynię Wimbledonu juniorek Aleksandrę Olszę. Również bez wygranego meczu w cyklu WTA Tour pozostała w 1994, a ostatni zawodowy pojedynek stoczyła w eliminacjach Pan Pacific w Tokio, ulegając siostrze Naoko. W parze z siostrą wystąpiła również po raz ostatni w deblu – na Wimbledonie w 1994. Wcześniej siostry Kijimuta wygrały jeden turniej deblowy ITF Women’s Circuit, we włoskiej Arzachenie w 1993. Zarobki zawodowe Akiko Kijimuty wyniosły łącznie nieco ponad trzysta tysięcy dolarów.
W latach 1984–1991 broniła barw narodowych w Pucharze Federacji. Ma tylko nieznacznie lepszy bilans od siostry, która nie wygrała w kadrze żadnego pojedynku. Akiko Kijimuta wygrała trzy mecze, przegrała dziesięć. Za jej najcenniejszy wynik w Pucharze Federacji można uznać zwycięstwo nad czołową zawodniczką szwedzką Catariną Lindqvist w 1989. W 1990 Japonka wygrała grę pojedynczą na igrzyskach azjatyckich w Pekinie.
Finały turniejowe:
- gra pojedyncza:
  - 1989 Singapur
  - 1991 Brisbane
- gra podwójna:
  - 1991 Tokio (Suntory Japan, z Yone Kamio)